# Qingshi (köpinghuvudort i Kina, Jilin Sheng, lat 41,36, long 126,51)
Qingshi är en köpinghuvudort i Kina. Den ligger i provinsen Jilin, i den nordöstra delen av landet, omkring 300 kilometer söder om provinshuvudstaden Changchun. Antalet invånare är 8 263. Befolkningen består av 3 814 kvinnor och 4 449 män. Barn under 15 år utgör 10,0 %, vuxna 15-64 år 79 %, och äldre över 65 år 9,0 %.
Runt Qingshi är det ganska tätbefolkat, med 80 invånare per kvadratkilometer. Qingshi är det största samhället i trakten. Omgivningarna runt Qingshi är en mosaik av jordbruksmark och naturlig växtlighet.
Genomsnittlig årsnederbörd är 1 197 millimeter. Den regnigaste månaden är juli, med i genomsnitt 387 mm nederbörd, och den torraste är januari, med 14 mm nederbörd.